# Mathieu Mercier (plasticien)
Pour les articles homonymes, voir Mathieu Mercier.
 (septembre 2012).
Mathieu Mercier est un plasticien français, né à Conflans-Sainte-Honorine en 1970. Il vit et travaille à Paris.

## Biographie
Mathieu Mercier est né à Conflans-Sainte-Honorine en 1970. Il a étudié à l’École nationale supérieure d'art de Bourges de 1989-1994, à l'Institut des hautes études en arts plastiques de Paris en 1995 et aux Beaux-arts de Nantes en 1997.
Après l'obtention du prix Marcel-Duchamp en 2003 suivi d'une exposition au Centre Pompidou : Le Pavillon, l'ensemble du travail de Mathieu Mercier a été présenté au Musée d'art moderne de la ville de Paris/ARC en 2007, puis à la Kunsthalle de Nuremberg (de) en 2008.
Dans la lignée de Duchamp et Mondrian, Mathieu Mercier s’attache à déceler et révéler la place de la beauté dans les objets de la vie quotidienne. Ses multiples talents de peintre, sculpteur, architecte, et réalisateur l’ont amené à travailler à partir d’objets issus de la consommation de masse que nous connaissons tous mais qui sont alors perçus d’une manière esthétique et artistiques.
L’œuvre de Mathieu Mercier, hétérogène, joue des critères que les analyses critiques ont utilisé pour la décrire. Abstraction, objectivité, simulacre, appropriation, ready-made, fonctionnalisme détourné...Ils sont corrects mais leurs énumération participe d'une nomenclature qui confine à l'absurde. Il y a des références aux sciences humaines, naturelles et sociales, il amène un nouveau regard sur l'objet.
Depuis le début de sa carrière, Mathieu Mercier mène une réflexion sur la définition de la place de l'objet, à la fois dans l'industrie de la consommation et dans le champ de l'art. Sa recherche se traduit par un questionnement permanent sur les fonctions symboliques et utilitaires des objets.[Interprétation personnelle ?]
Il est représenté par les galeries Mehdi Chouakri (Berlin), Massimo Minini (Brescia), lange + pult (Zurich), Ignacio Liprandi (Buenos Aires) et TORRI (Paris).

### Distinction
- 2003 : lauréat du prix Marcel Duchamp, décerné par l'ADIAF.

## Expositions

### Expositions personnelles
- 2016
  - Mathieu Mercier, peintures et aquarelles, Galerie lange + pult, Auvernier
- 2015
  - Skylight, Moynihan Station NYC, Denis Gardarin Gallery, New York
  - POINT BARRE, Galerie lange + pult, Zurich
  - More functions in the options, Galerie Mehdi Chouakri, Berlin
- 2014
  - Everything but the kitchen sink, Villa Merkel, Esslingen
  - Everything but the kitchen sink, Kunstmuseum, Saint-Gall
  - Part1, TORRI, Paris
- 2013
  - Desilusiones opticas, Galerie Luis Adelantado, Valencia
  - Nueve y cuarto, Galerie Ignacio Liprandi Contemporary Art, Buenos Aires
- 2012
  - Fondation d’entreprise Ricard, Paris
  - Optische Enttäuschung, Galerie Mehdi Chouakri, Berlin
  - Maison du Barreau, Ordre des avocats de Paris, Paris
  - Désillusions d'optique, Fri Art, Fribourg
  - Galerie 0GMS, Sofia
  - Sublimations, Crédac, Ivry-sur-Seine
- 2011
  - Galerie Mehdi Chouakri, FIAC 2011, Paris
  - A Quarter to Three, Skulpturi, Copenhague
  - Frühe werke und etwas neues, Galerie lange + pult, Zurich
- 2008
  - Galerie Massimo Minini, Brescia
  - Circumnavigator’s Paradox, Super Window Project & Gallery, Kyoto
  - Des spectres et des automates, Le Dojo, Nice
  - Galerie lange + pult, Zurich
  - T.A.G., Galerie Mehdi Chouakri, Berlin
  - Ohne titel 1993-2007, Kunsthalle, Nuremberg
- 2007
  - Sans titres 1993-2007, ARC/Musée d’Art Moderne de la Ville de Paris, Paris
- 2006
  - Galerie Chez Valentin, Paris
  - Chapelle des Pénitents, Aniane
  - Frac des Pays de la Loire, Carquefou
  - Mathieu Mercier-Andrea Bowers, Galerie Mehdi Chouakri, Berlin
- 2005 
  - Mathieu Mercier A.N.X., Forde, Espace d’art contemporain, Genève
- 2004
  - La Verrière-Hermès, Bruxelles
  - Ceramic Attempts, Museo Carlo Zauli, Faenza
  - Galerie Chez Valentin, Paris
  - Künstlerhaus Bethanien, Berlin
  - Galerie Mehdi Chouakri-Brahms, Berlin
  - Galleria comunale d’Arte, Museo Carlo Zauli, Faenza
  - Galerie Massimo Minini, Brescia
- 2003
  - Prix Marcel-Duchamp, Centre Georges Pompidou, Paris
  - Le Spot, Le Havre
  - River Side Wall, Galerie Chouakri-Brahms, Berlin
  - Jack Hanley Gallery, San Francisco
- 2002
  - Le (9) bis, Saint-Étienne
  - Spencer Brownstone Gallery, New York
  - Galerie Chouakri-Brahms, Berlin
  - Centre d’art contemporain, Castres
- 2001
  - 0-1, Galerie Commune - Pôle Arts Plastiques, Tourcoing
  - Galerie Chez Valentin, Paris
- 2000
  - FIAC 2000, Stand Galerie Chez Valentin, Paris
  - Statements, Art Basel - Stand Galerie Mehdi Chouakri, Bâle
  - 0-1, Galerie Mehdi Chouakri, Berlin
  - Jack Hanley Gallery, San Francisco
- 1999
  - 0-1, Galerie Mehdi Chouakri, Berlin
  - List 99, Stand Galerie Chez Valentin, Bâle
  - Galerie Chez Valentin, Paris
  - Le Spot, Le Havre
- 1998
  - Institut Français de Berlin, Berlin
- 1996
  - Galerie de Commerce, Marseille
  - Galerie Toxic, Luxembourg
  - Micro-Exposition, Eriko Momotani, Paris
- 1993
  - « âtre-home », a « Cheminé », Bourges

### Expositions collectives (sélection)
- 2016
  - Quiz 2, sur une idée de Robert Stadler, MUDAM, Luxembourg
- 2015
  - Ceci n'est pas une bouteille!, Musée de design et d'arts appliqués contemporains, Lausanne, Suisse
  - Biennale Internationale de Design, Saint-Étienne, France
  - Le Prix Marcel Duchamp, curated by A. Pacquement, La Centrale, Bruxelles
  - ROC, galerie du jour, Agnès b, Paris
- 2014 
  - Undisclosed recipient, TORRI, Paris
  - Sol Mur Plafond, Galerie ART et Essai, Rennes, Ann Veronica Janssens, Mathieu Mercier, Claude Rutault
  - Cartel, TORRI, Los Angeles, États-Unis
  - Quiz, curated by Alexis Vaillant et Robert Stadler, Galerie Poirel, Nancy
- 2013
  - In the Studio, Kunsthalle Athena, Athènes, Grèce
  - Contemporary Art Collection, Stadel Museum, Francfort, Allemagne
- 2011
  - French Window : Looking at Contemporary Art through the Marcel Duchamp Prize, Mori Art Museum, Tokyo, Japon
- 2009/2010
  - No_man's_land_exposition, Tokyo
- 2007
  - Antidote no 3, Galerie des galeries, Galeries Lafayette, Paris
  - Airs de Paris, Centre Pompidou, Paris
- 2006
  - Antidote no 2, Galerie des galeries, Galeries Lafayette, Paris
  - La Force de l'art, Grand Palais, Paris
  - Notre histoire..., Palais de Tokyo, Paris, France
- 2005
  - Antidote no 1, Galerie des galeries, Galeries Lafayette, Paris
- 2002
  - Objets de réflexion, Le Plateau, Paris
- 2001
  - Traversées, Musée d'art moderne de la ville de Paris, Paris
- 1999
  - ZAC 99, Musée d'art moderne de la ville de Paris, Paris

## Commissariats d'exposition
- 2016
  - L'esprit du Bauhaus, l'objet en question, Musée des Arts décoratifs (section contemporaine), Paris
- 2015
  - Limited EDITION 2, PIASA, Paris
  - Mortel suite et fin, FRAC Basse-Normandie, Caen
  - l’après-midi, Villa Arson, Nice
  - Limited EDITION, PIASA, Paris
  - Spirit, le bar de l’hôtel Bristol, Paris
  - Sexe, béatitude et logique comptable, Galerie Michèle Didier, Paris
- 2014
  - Babou, Galerie Semiose, Paris
  - Monochromes & Readymades, Collection Mathieu Mercier, Centre d’art L’Onde, Vélizy, France *
- 2013
  - Accrochage de la collection Daniel Bosser, Paris
  - Nouvelle vague, Galerie le Minotaure, Paris
  - Commissariat pour un arbre #4, Jardin Botanique de Bordeaux, Bordeaux
  - Commissariat pour un arbre #3, Collège des Bernardins, Paris
  - Christian Babou, Frac Aquitaine, Bordeaux
- 2012
  - Commissariat pour un arbre #2, Club 7.5, Paris
  - Commissariat pour un arbre #1, Paris
  - Backstage, Backslash gallery, Paris
- 2011
  - FIAC 2011, Commissariat de Bernard Marcadé et Mathieu Mercier, Galerie Le Minotaure, Paris
  - Mortel !, Frac Basse-Normandie, Caen
- 2010
  - Chantiers, Galerie Jean Brolly, Paris
  - This Could Be a Place of Historical Importance, Galerie Torri, Paris
  - Courant d'art au rayon de la quincaillerie paresseuse, commissariat de Bernard Marcadé et Mathieu Mercier, BHV Rivoli, Paris
- 2007
  - Dérive, Fondation d’entreprise Ricard, Paris (exposition servant de support au Prix Fondation d'entreprise Ricard)
- 2006
  - FRAC Basse-Normandie, Caen
  - Chapelle des Pénitenciers, Aniane
- 2003
  - Spécial dédicace, Musée d’Art Contemporain, Rochechouart
- 2001
  - Black, Silver and Gold, Galerie du Bellay, Mont-Saint-Aignan
  - Show room, Galerie Chez Valentin, Paris

## Œuvres dans les collections publiques
- Centre Georges Pompidou, Paris, France
- Strasbourg Museum of Modern Art, Strasbourg, France
- Kunstmuseum, Kiel, Germany
- Musée d'art moderne et contemporain, France
- Musée d'art moderne de la ville de Paris, France
- Museum für Moderne Kunst, Francfort, Allemagne
- Musée national d'art contemporain, près de Séoul, Corée
- QAGOMA, Queensland, Australie
- Musée Städel, Francfort, Allemagne
- Fonds municipal d'art contemporain de la ville de Paris, France
- FNAC, Paris, France
- FRAC Alsace à Sélestat (France)[6]
- FRAC Aquitaine
- FRAC Auvergne
- Frac bourgogne, Dijon, France
- FRAC Centre, Orleans, France
- FRAC Champagne-Ardenne
- FRAC Haute-Normandie
- Le Plateau (centre d'art contemporain), Paris, France
- FRAC Lorraine, Metz, France
- FRAC Nord-Pas-de-Calais, Dunkerque, France
- FRAC Pays de la Loire
- Gardes corps, Place du marché, Hochfelden, France